# Intarabus

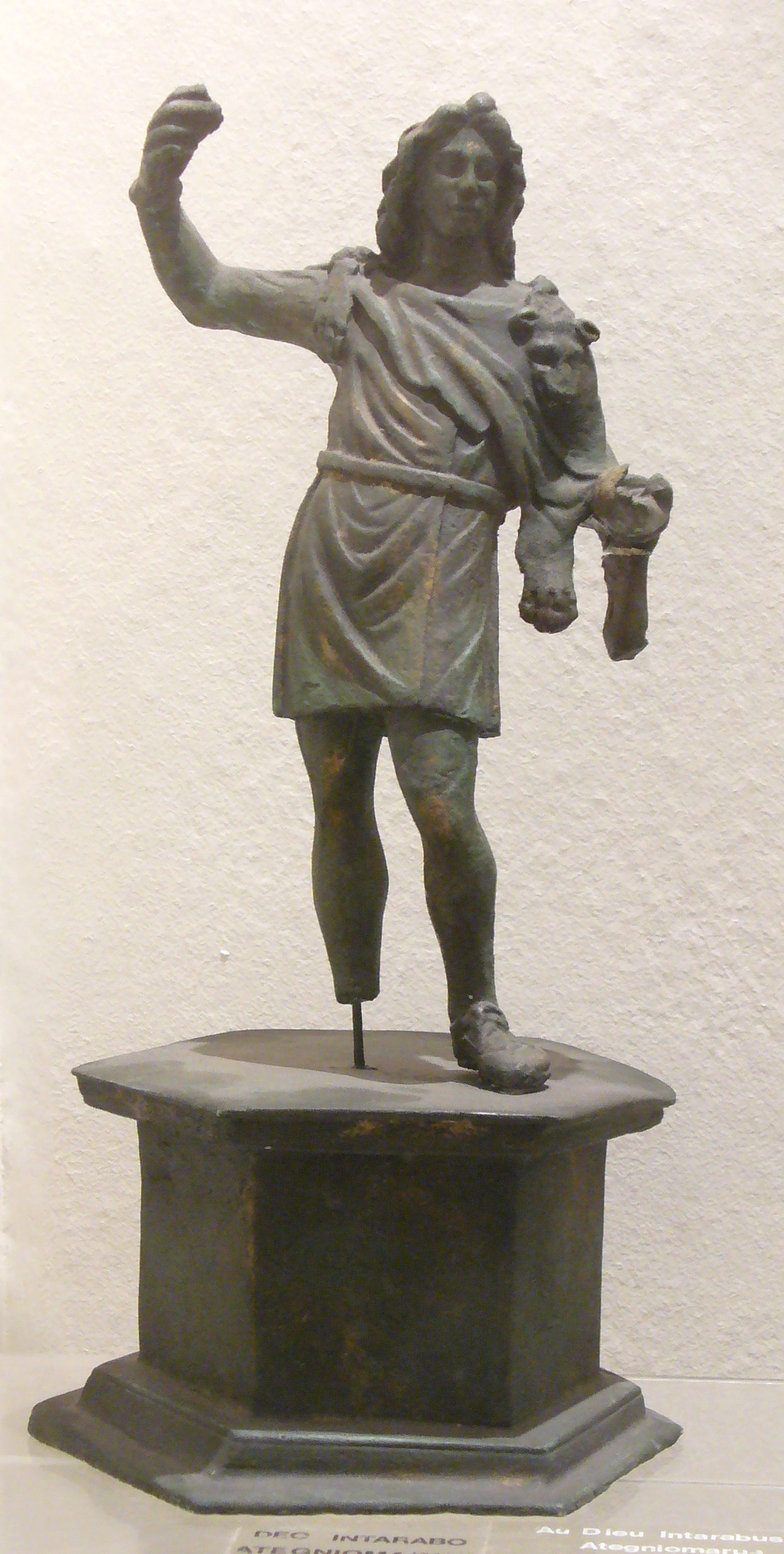
Intarabus-Statue von Foy-Noville, jetzt Musée archéologique d'Arlon

Intarabus, auch Entarabus, ist eine keltische Gottheit der Treverer, alle bekannten Inschriften stammen aus einem relativ begrenzten Raum rund um Luxemburg. Er wird nach der Interpretatio Romana mit Mars gleichgesetzt, aber eventuell auch mit der keltischen Gottheit Narius.

## Mythologie
Intarabus wird in insgesamt neun Weiheinschriften genannt. Eine davon wurde auf einer Statue aus dem Kohlenrevier von Foy (Tungri, römische Provinz Gallia Belgica, Arrondissement Bastogne in Belgien) gefunden. Ebenso sind Inschriften im ehemaligen Gebiet der Treverer, nämlich in Trier (Augusta Treverorum, römische Provinz Gallia Belgica) und in Niersbach bekannt. In Luxemburg gibt es einen Fund aus der Gegend von Echternach (Treveri, römische Provinz Gallia Belgica).
Ein weiterer Fundort war Mackwiller (Mediomatrici, römische Provinz Germania superior, Département Bas-Rhin) im Krummen Elsass, wo er den Beinamen Narius trägt. Bereits im 1. Jahrhundert n. Chr. stand hier ein Heiligtum für den Genius loci Narius Intarabus im Zusammenhang mit einer lokalen Quellverehrung. In einem Mithräum, das im 2. Jahrhundert errichtet wurde, bezeugen die Inschriften die gemeinsame Verehrung von Mithras und Narius Intarabus. In der zweiten Hälfte des 3. Jahrhunderts wurde das Mithräum zerstört und an seiner Stelle aus den verbliebenen Bauteilen wieder ein traditioneller gallischer Tempel errichtet, der nun die heilige Quelle umschloss, woraus sich erkennen lässt, dass der Mithraskult zugunsten der alten keltischen Lokalgottheiten wieder aufgegeben worden war.

## Etymologie
Der Name soll sich nach Xavier Delamarre aus den protokeltischen Wörtern enter („zwischen“) und ab(us) („Fluss“) zusammensetzen. Allerdings wird die Herkunft des Namens von den meisten Keltologen als ungeklärt bezeichnet.